# Hyacinthoides non-scripta
Pour les articles homonymes, voir Jacinthe.
Espèce
Classification APG III (2009)
La Jacinthe des bois, ou Jacinthe sauvage (Hyacinthoides non-scripta), est une espèce de plantes vivaces. Elle appartient à la famille des Liliaceae selon la classification classique. La classification phylogénétique la place dans la famille des Hyacinthaceae (ou optionnellement dans celle des Asparagaceae).
En France, elle est aussi appelée scille penchée, petite jacinthe, endymion penché et muguet bleu. Elle est également surnommée bleuet des bois dans le Nord du pays, mais aussi clochette ou martinet en Île-de-France.
Elle forme, dans les sous-bois, de grands tapis bleus lors de sa floraison.

## Description

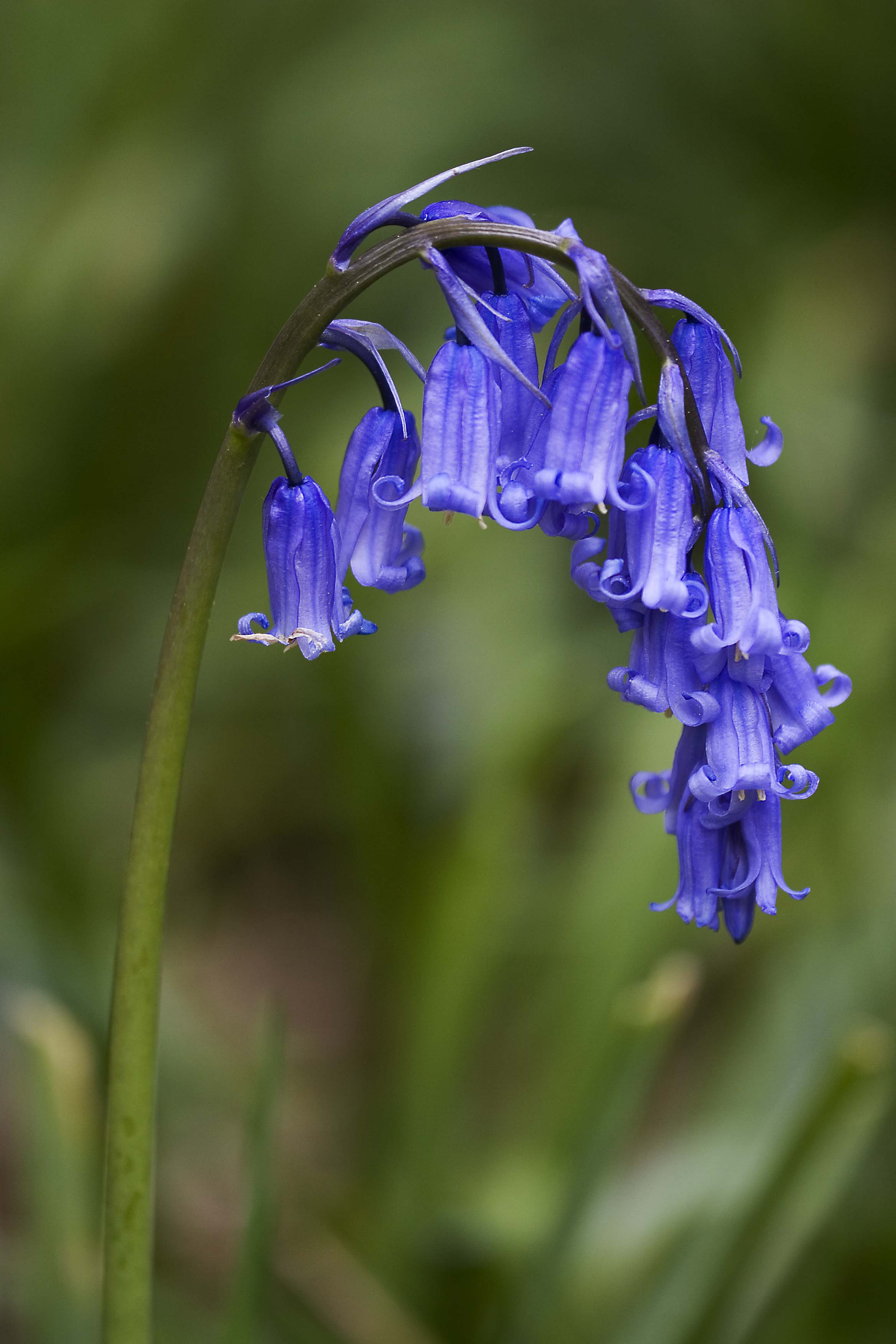
Une grappe de fleurs courbée.

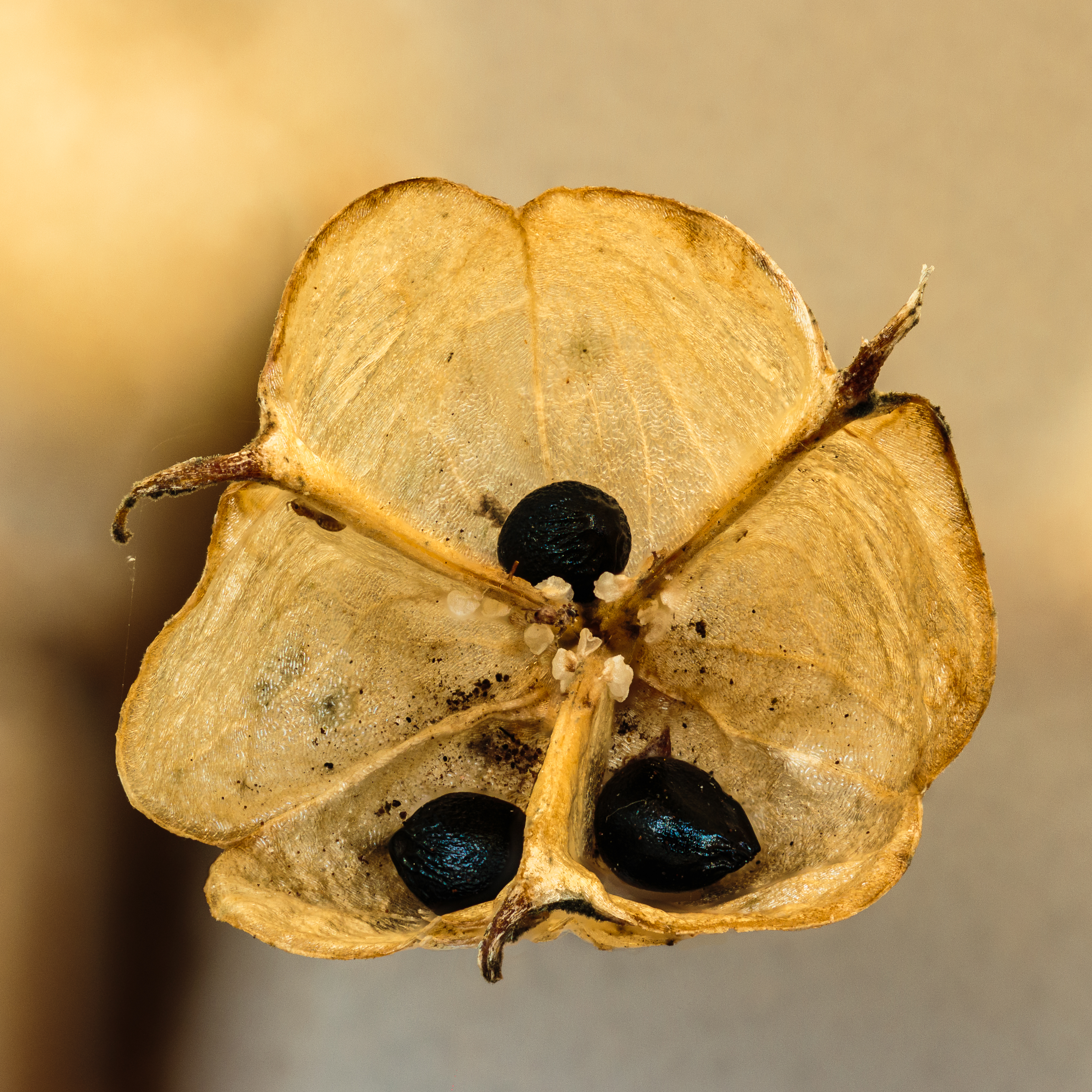
Graines de Hyacinthoides non-scripta.

La Jacinthe des bois est une plante vivace haute de 20 à 40 cm. Elle a un bulbe de la taille d'une noisette qui est muni de racines contractiles qui le font glisser plus profondément dans des couches du sol plus humides. Ses feuilles basales linéaires, par groupe de 3 ou 6, sont dressées puis recourbées. De forme lancéolée, leur limbe a une largeur de 7 à 16 mm.
Lors de la floraison (d'avril à mai), les fleurs sont regroupées sur un racème unilatéral semi-pendant (généralement 5–12 fleurs, exceptionnellement 3–32) qui donne à la plante l'aspect de dormir. Leurs tépales sont bleu mauve, recourbés ou enroulés à leur extrémité, donnant à la fleur une forme d'entonnoir long de 14-18 mm, muni de deux bractées à la base. La hampe florale qui monte jusqu'à 500 mm persiste, sèche, après la disparition des feuilles en juin.

## Répartition
La Jacinthe des bois vit essentiellement sous climat à forte influence atlantique. Elle est quasiment absente ailleurs. C'est en Europe une espèce indicatrice du climat océanique. Son aire de répartition globale comprend le nord-ouest de la péninsule Ibérique, l'ensemble des Îles Britanniques, ainsi que le nord, le centre et l'ouest de la France, et la Belgique. En Belgique elle est commune  surtout à l'ouest (Ardennes flamandes et Bois de Hal, par exemple). La Grande-Bretagne abriterait un tiers des "bluebells" de la planète selon Landlife qui insiste sur la responsabilité de ce pays en matière de préservation de l'espèce, notamment face à des menaces telles que le changement climatique. Mais c'est la France qui abrite actuellement la majorité des populations de cette espèce, en particulier dans les forêts préservées de Picardie, de la région parisienne et de Normandie, dans l'ouest (Bretagne, Pays de Loire), dans le Centre, le Limousin et le Morvan ; où elle couvre parfois de très vastes surfaces en forte densité. Elle est également très présente dans le Nord-Pas-de-Calais (Artois, Boulonnais, Avesnois, ainsi que dans les monts de Flandre dont les sous-bois entièrement bleus au printemps ont été décrits par Marguerite Yourcenar). Sa présence est plus localisée dans le Sud-Ouest et elle est absente dans les régions les plus à l'est et dans le Sud-Est.

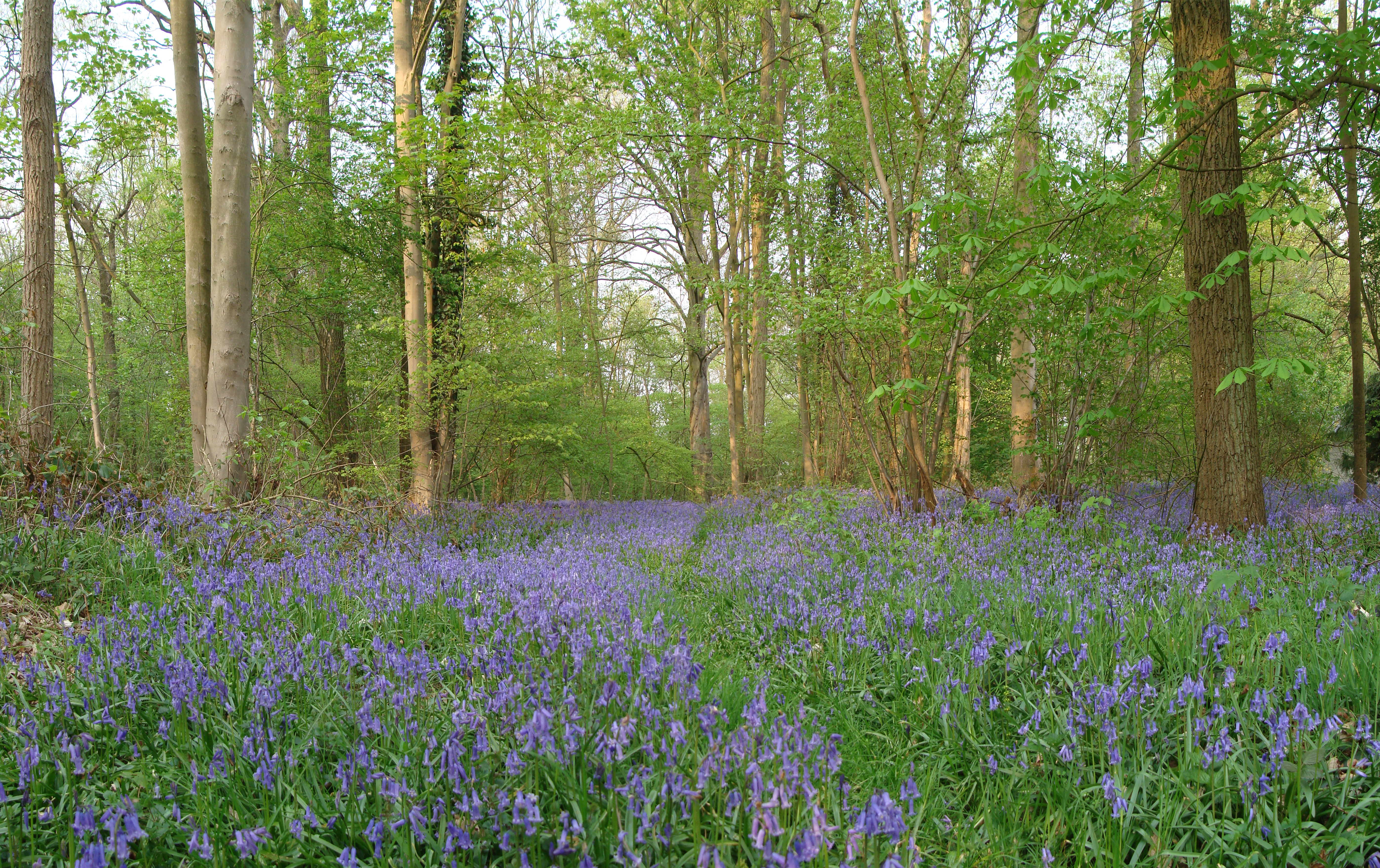
Les Jacinthes d'avril au bois de Ghlin dans la province de Hainaut.
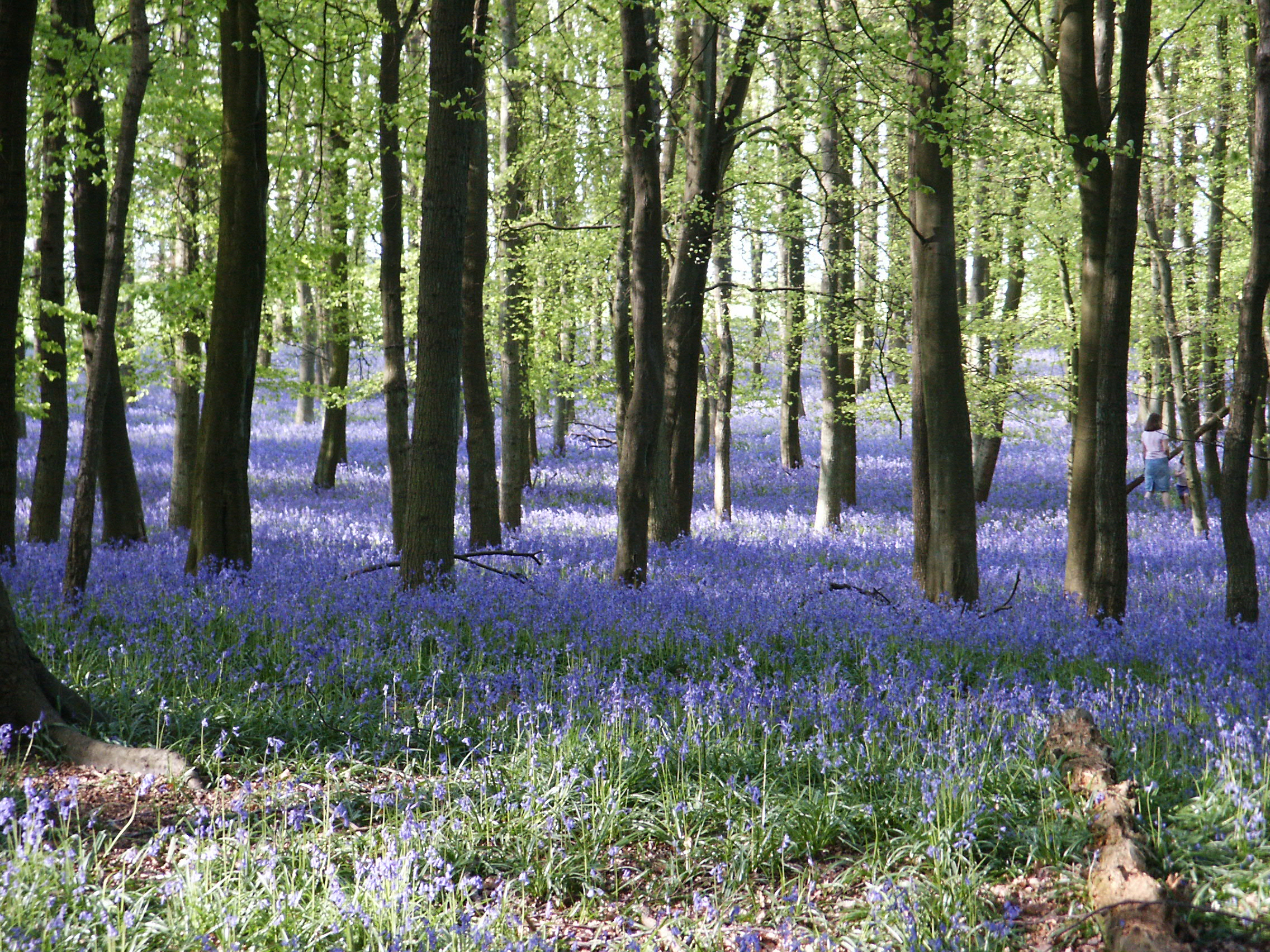
Tapis de Jacinthes des bois en sous-bois dans le Buckinghamshire.
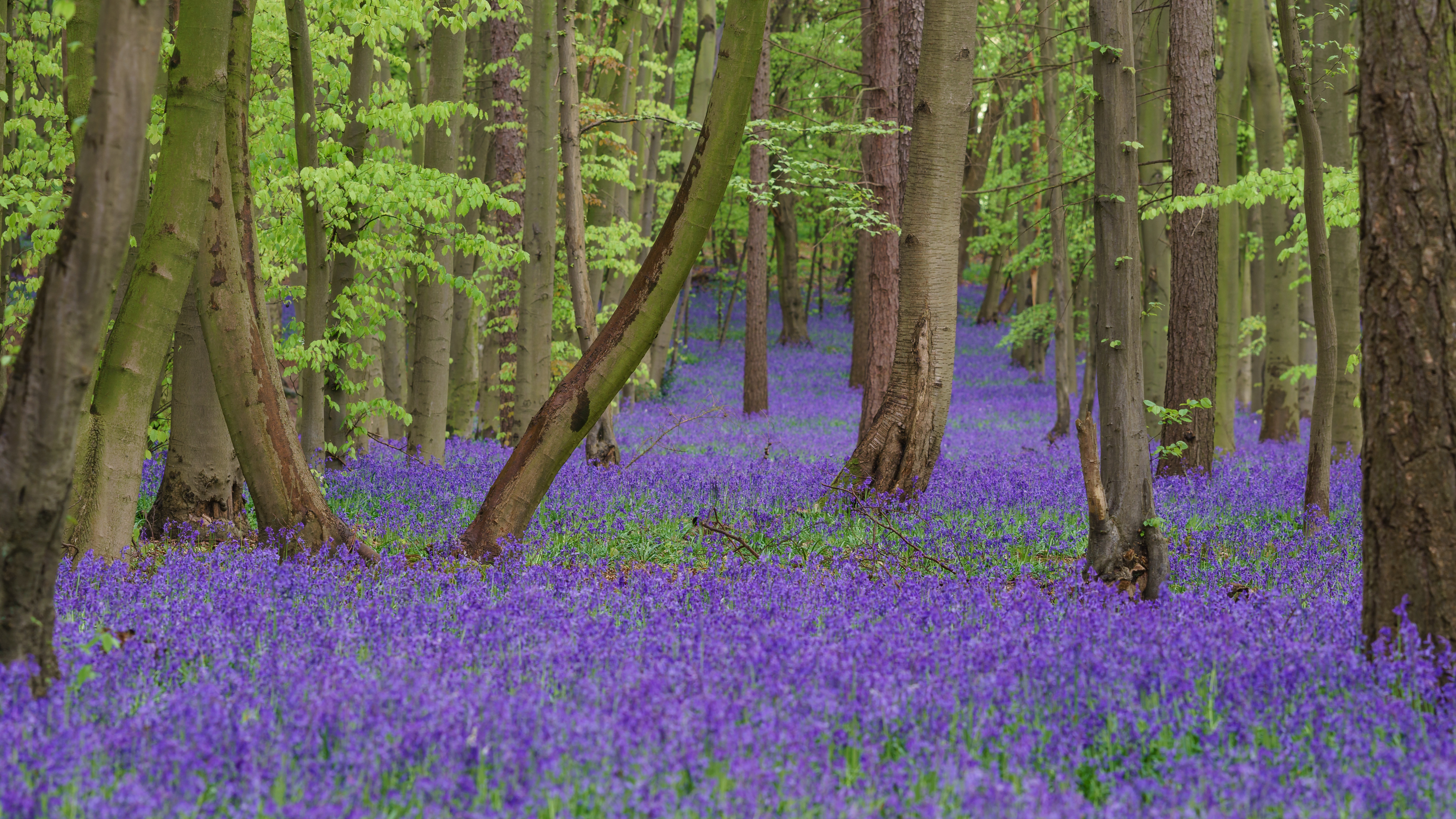
Sous-bois du parc de Pryor's Wood, Stevenage, Angleterre.

Ailleurs, comme  dans l'ouest des Pays-Bas et le nord-ouest de l'Allemagne, la plante est vraisemblablement naturalisée. On la retrouve également dans l'est de l'Amérique du Nord. Les plantes introduites, notamment aux Pays-Bas, sont généralement des hybrides avec la Jacinthe d'Espagne Hyacinthoides hispanica subsp. hispanica (Hyacinthoides ×massartiana).

## Habitat et écologie
C'est une plante sciaphile et de demi-ombre, préférant les sols bien pourvus en humidité, moyennement riches en nutriments, profonds, moyennement acides à neutres, le plus souvent à texture limoneuse (limon pur ou argileux, sableux, caillouteux) et parfois des sols rocheux.
C'est une plante vernale, comme l'anémone sylvie, la ficaire, les primevères ou le narcisse jaune, avec lesquels elle cohabite souvent (la floraison de la jacinthe des bois est généralement la plus tardive parmi ces plantes). Elle est bien adaptée aux sous-bois des forêts anciennes denses et sombres comme des chênaie-charmaies ou des hêtraies, car elle accomplit les phases majeures de son cycle (feuillaison et floraison) au printemps lorsque la feuillaison des arbres n'est pas encore complète et que la lumière atteint encore suffisamment les sous-bois. Elle fait alors des réserves dans son bulbe souterrain qui lui permet de patienter discrètement, après disparition des parties aériennes de la plante, durant tout l'été, l'automne et l’hiver, jusqu'au printemps suivant où elle pourra faire paraitre précocement de nouvelles feuilles grâce à ses réserves. Cette adaptation efficace lui permet de dominer densément et durablement les sous-bois qui lui sont propices. C'est une plante indicatrice des forêts anciennes, plus ou moins proches du climax ou dégradées, qui n'ont pas subi de trop longues périodes de déboisement dans le passé, car son rythme de colonisation pour constituer des populations étendues dans une forêt est relativement lent. Lorsque le milieu est plus ouvert elle est généralement supplantée, lentement mais surement, par les plantes héliophiles qui sont plus vigoureuses du fait de leur période de végétation plus longue.
Elle caractérise en particulier deux associations végétales forestières répandues dans le nord-ouest de l'Europe : la chênaie-charmaie ou chênaie-frênaie à jacinthes des bois (Endymio non-scrypta - Carpinetum betuli) sur sols assez lourds (limoneux ou limono-sableux plus ou moins riche en argile, voire argileux) et humides, et surtout la hêtraie atlantique à jacinthes des bois (Endymio non-scrypta - Fagetum sylvaticae) sur sols plus légers et drainants (limoneux à sablo-limoneux, contenant moins d'argile) mais assez humides. Ces deux associations font partie de l'alliance phytosociologique des "chênaie-charmaies" (Carpinion betuli) malgré la dominance fréquente du hêtre dans la seconde,. Elle se trouve aussi parfois dans les haies. Sur la façade ouest des Iles britanniques, elle peut vivre en milieu plus ouvert, comme des landes ou des prairies littorales, du fait du climat particulièrement frais, humide et peu ensoleillé, comme d'autres plantes normalement sciaphiles.

## Statut, menaces...

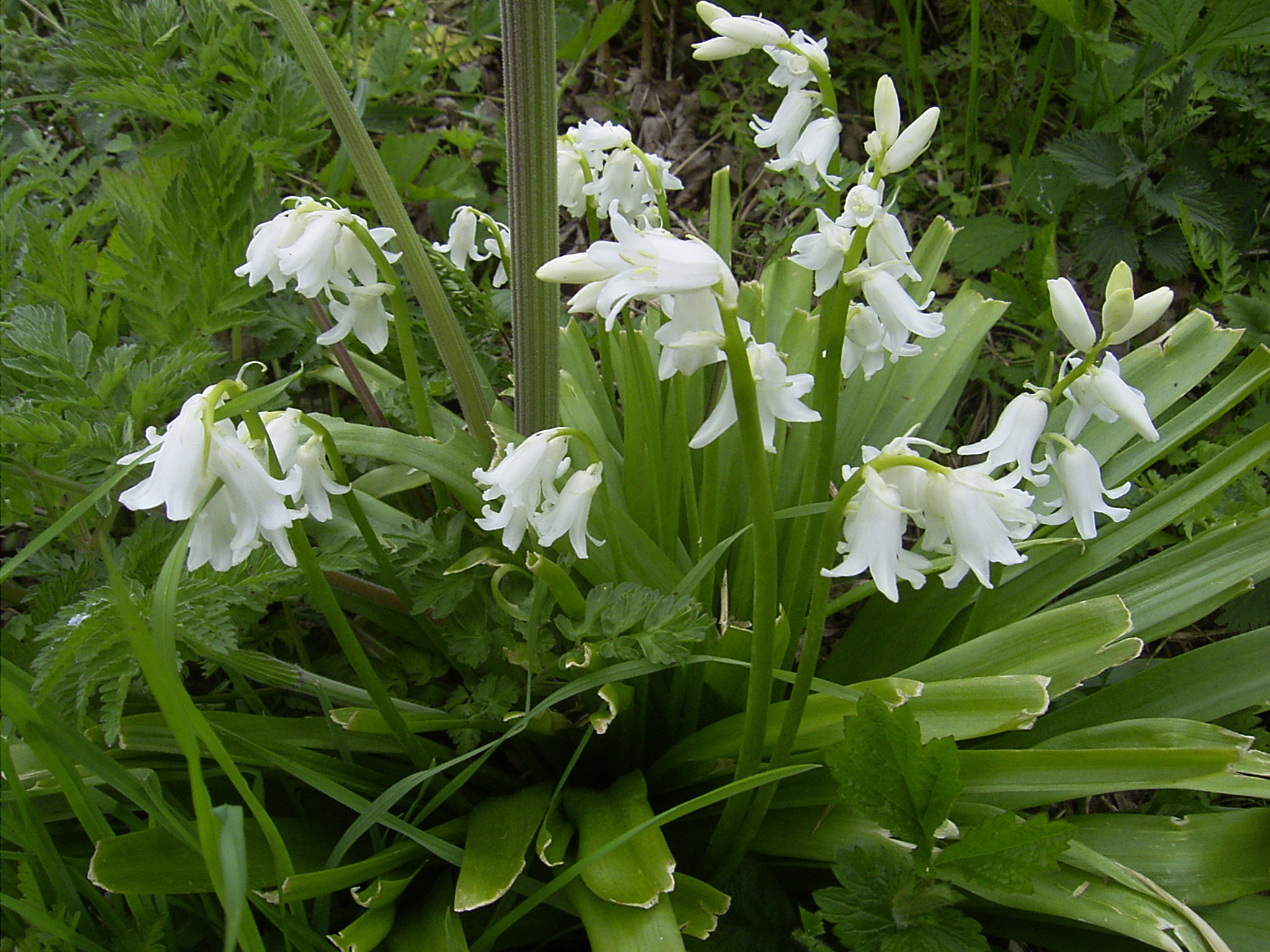
Forme blanche de l'hybride Hyacinthoides ×massartiana dans les dunes au sud de Schéveningue.

Hyacinthoides non-scripta a souvent localement régressé ou localement disparu pour diverses raisons, dont la cueillette (légale ou illégale) et l'hybridation, mais elle reste globalement commune dans son aire de répartition.

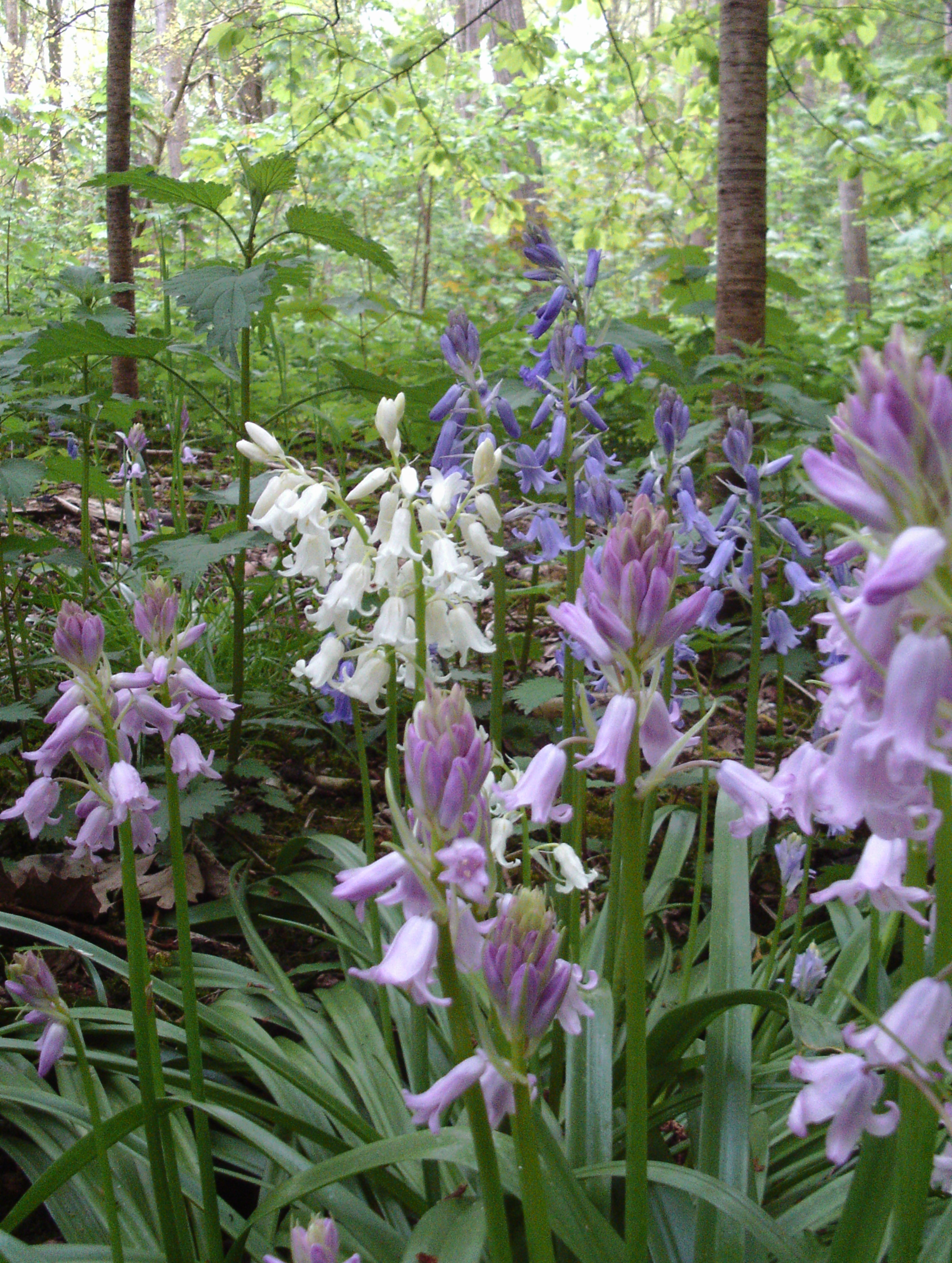
Diversité de couleurs de Hyacinthoides ×massartiana, région Nord en France.

Dans les jardins, c'est le plus souvent la Jacinthe d'Espagne (Hyacinthoides hispanica subsp. hispanica) et des hybrides qui sont introduites. Elles sont souvent confondues avec la Jacinthe des bois, aussi bien par les particuliers que dans le commerce. Elles s’échappent fréquemment des jardins pour rejoindre les bois. Certains particuliers les introduisent même dans les sous-bois en croyant ainsi bien faire et le repeupler de jacinthes des bois. De plus en plus d’hybrides apparaissent entre ces deux espèces, ce qui constitue de loin la principale menace pour la jacinthe des bois à long terme. Le robuste hybride Hyacinthoides ×massartiana est fertile et par hybridation en retour apparaît une gamme de toutes les formes intermédiaires. De par leur morphologie différente, la Jacinthe d'Espagne et les hybrides ne forment pas ou rarement des populations en tapis à floraison dense comme le fait la Jacinthe des bois, elles n'en ont pas la légèreté ni l'élégance, et leur couleur bleue est bien moins intense, ainsi le phénomène spectaculaire des sous-bois entièrement bleus au printemps disparaît là ou la Jacinthe des bois s'hybride avec la Jacinthe d'Espagne, faisant définitivement disparaitre un patrimoine esthétique important dans certaines localités.
Le réchauffement climatique pourrait fragiliser l'espèce dans la partie méridionale de son aire de répartition.
La Jacinthe des bois est classée espèce protégée dans certaines régions de France, notamment à la périphérie de son aire de répartition où elle est peut-être moins commune (Centre, Lot-et-Garonne, Limousin…), ainsi qu'en Belgique. Par conséquent, la cueillette est à faire avec précaution et localement à éviter dans ces deux pays.
De même en Grande-Bretagne où elle est aussi considérée comme en forte régression et où, en tant qu'une des espèces prioritaires du BAP (Biodiversity Action Plan), elle bénéficie d'une protection légale (avec interdiction de vente) depuis 1998.
Elle y fait aussi l'objet d'une culture conservatoire ainsi que d'un plan national de restauration et d'opérations de réintroductions, dont en clairières forestières restaurées avec des plantes issus de semis (pour conserver la diversité génétique), sur sol inversé (« soil inversion »).
Le Royaume-Uni est le plus avancé dans la protection de cette espèce : le Bluebell project  anglais a vu le jour en 1995, mais les premières réintroductions ont été plus tardives, car il faut jusqu'à six ans pour produire un oignon (bulbe) à partir de semis pour obtenir de nouvelles semences.

## Utilisations
Fleur légèrement parfumée, elle est utilisée comme plante ornementale dans les bordures herbacées.
Les jacinthes synthétisent une large gamme de composés biochimiques avec de possibles propriétés médicinales. Elles contiennent au moins 15 composés biologiquement actifs qui peuvent leur fournir une protection contre les insectes et les animaux. Certains extraits - des alcaloïdes hydrosolubles - sont semblables à des composés testés pour être utilisés dans la lutte contre le VIH et le cancer.
Leurs bulbes sont utilisés dans la médecine traditionnelle contre les leucorrhées, comme diurétique ou hémostatique, tandis que la sève riche en mucilages des bulbes et des tiges de jacinthe contiennent une gomme donnant une colle forte qui servait jadis à empeser les collerettes et les fraises, à fixer les empennages des flèches et à la reliure.
Elle est connue en homéopathie sous le nom d’Agraphis nutans utilisé dans la sphère ORL.
La jacinthe des bois peut être considéré comme une des fleurs préférées du Royaume-Uni et sert de logo à la Botanical Society of the British Isles.

## Synonymes
- Endymion non-scriptus (L.) Garcke
- Endymion nutans Dumort.
- Scilla non-scripta (L.) Hoffmanns. & Link

### Remarque
Hyacinthoides non-scripta a pu être considérée comme ayant deux sous-espèces. La première était Hyacinthoides non-scripta subsp. non-scripta, la jacinthe des bois à proprement parler. La seconde était Hyacinthoides non-scripta subsp. hispanica, c'est-à-dire la scille d'Espagne.
Ce classement semble ne plus être d'actualité.

## Étymologie
- Hyacinthoides non-scripta : de Hyacinthe, personnification du printemps tué puis transformé en fleurs par Apollon et du latin non-scriptus : sans marque (sur les feuilles).
- Endymion nutans : de Endymion, berger plongé par Zeus dans un sommeil perpétuel (rappelle l'aspect endormi de la plante) et du latin nutans : penché.